# Кірюшкінське підземне сховище газу
Кірюшкінське підземне сховище газу – об’єкт нафтогазової інфраструктури, майданчик якого знаходиться в Самарській області Росії.
Сховище, закачування газу до якого почалось в 1973 році, створили на основі виснаженого газового родовища. Зберігання газу відбувається у пласті калиновської свити казанського ярусу (верхня перм), при цьому покрівля пласта залягає на глибині 400 метрів, а товщина досягає 49 метрів.
Активна ємність сховища складає 425 млн м3, а фонд експлуатаційних свердловин ПСГ станом на 2008 рік налічував 31 одиницю.
В 2012-му провели роботи по ліквідації аварійної свердловини №16, через відкритий газопрояв поблизу якої закачування газу до сховища не провадилось протягом кількох років. За результатами робіт вдалось повноцінну роботу ПСГ із досягненням проектного обсягу активного газу.
Сховище сполучене з газопроводом Похвістнєво – Самара, а закачування газу забезпечує належна до зазначеного газопроводу компресорна станція Похвістнєво.